# 上海市第七人民医院
上海市第七人民医院是中華人民共和國上海市浦東新區高橋鎮一所三級甲等醫院。
1931年江淮水災引發中華民國全國性的霍乱後，1931年7月25日，杜月笙在上海浦东高桥镇小浜路創辦“时疫医院”。霍亂疫情結束後，同年10月醫院更名為“济群医院”。1935年，济群医院搬迁到杜家祠堂左侧的平房内。1937年8月，淞沪会战爆发後，杜月笙前往香港，济群医院停办。1938年6月，醫院搬遷至高桥公园（今高桥中学），並更名為浦东履仁医院。1941年，履仁医院更名为上海市立高桥医院。1946年3月，高桥医院迁回杜家祠堂旧址並更名为上海市第七医院。1949年5月更名为上海市立第七人民医院。1953年，医院從杜家祠堂搬遷至高桥镇他處。1960年更名為上海市第七人民医院。2015年，上海市第七人民医院加掛上海中医药大学附属医院牌子。